# Hamishim
Cette page contient des caractères spéciaux ou non latins. S’ils s’affichent mal (▯, ?, etc.), consultez la page d’aide Unicode.
 (août 2021).
 (septembre 2024).
Hamishim (en hébreu : חמישים, littéralement « cinquante ») est une série télévisée israélienne créée en 2019 par Yael Hedaya.
La série a été proposée en France en 2021 par Arte, sous le titre Hamishim-Cinquante.

## Synopsis
Cette série suit une femme presque quinquagénaire, scénariste et mère de 3 enfants, qui se débat avec sa ménopause, sa vie sexuelle qu'elle souhaite réactiver, et son père vieillissant.

## Distribution

### Acteurs principaux
- Ilanit Ben Yaakov
- Hila Abramovitch
- Yonatan Wachs

## Autour de la série
La série aborde une thématique assez rare : la femme mûre et sa ménopause,,. La critique a apprécié cette originalité, ainsi que le ton, entre humour et réalisme,,,,,,.

## Distinctions

### Récompenses
- Israeli Television Academy Award
  - 2019
    - Meilleure actrice pour Ilanit Ben-Yaakov
    - Meilleure série comique pour Yael Hedaya (créatrice)

### Nominations
- International Emmy Awards 2020
  - nomination pour la série